# Evergestis mundalis
Evergestis mundalis ist ein Schmetterling aus der Familie der Crambiden (Crambidae).

## Merkmale
Die Falter erreichen eine Flügelspannweite von 28 bis 30 Millimeter, nach einer anderen Quelle von 17 bis 27 Millimeter. Kopf, Thorax und Abdomen sind kaffeebraun, wobei das Abdomen etwas heller ist. Die Flügelform liegt zwischen der von Evergestis aenealis und Evergestis subfuscalis. Die Flügel sind länglicher als bei der zuerst genannten Art und etwas breiter als bei Evergestis subfuscalis. Die Vorderflügel haben in etwa die gleiche Färbung wie die von Evergestis aenealis. Die mittlere, schräg verlaufende Querlinie ist etwas dunkler und von der schwach gekrümmten inneren und äußeren Querlinie umgeben, die von der Zelle bis zum Flügelinnenrand gerade verlaufen. Die Fransenschuppen sind in der basalen Hälfte gleichmäßig gefärbt, die äußere Hälfte ist fahler. Die Hinterflügel sind etwas fahler als die Vorderflügel und zum Flügelaußenrand hin sehr schwach verdunkelt. Die dünne, gebogene, äußere Querlinie ist nur andeutungsweise erkennbar. Die Fransenschuppen sind etwas fahler und haben eine undeutliche Mittellinie. Die Flügelunterseiten sind ebenso gefärbt wie die Oberseiten. Die äußeren Querlinien sind auf beiden Unterseiten erkennbar, auf den Vorderflügelunterseiten fehlt die mittlere Querlinie.
Bei den Männchen ist der Uncus ziemlich dick und spärlich behaart. Die Spitze ist stumpf und rundlich. Der Gnathos ist schlank und in der distalen Hälfte mit stumpfen Zähnen versehen. Die Valven sind nahezu rechteckig und verjüngen sich in der Mitte leicht. Der Apex ist schräg abgerundet. Das Klammerorgan (Clasper) fehlt. Der distale Teil des Phallus ist nahezu doppelt so breit wie der basale Teil. In der Nähe der Basis befindet sich eine dichte Cornuti-Gruppe.
Bei den Weibchen ist das Corpus bursae klein und beinahe kugelförmig. Er ist etwa doppelt so breit wie die Basis des Ductus bursae. Das Signum ist groß und eiförmig. Der Ductus bursae ist breit und unterhalb des stark sklerotisierten Colliculums und des Antrums abrupt eingeschnürt.

## Ähnliche Arten
Von den ähnlichen Arten Evergestis subfuscalis und Evergestis aenealis kann E. mundalis anhand der dunkleren mittleren Querlinie unterschieden werden. Die zuerst genannte Art ist fahler gefärbt. Die Flügel sind schmaler und haben einen sehr leicht konkaven Außenrand. Die Querlinien sind deutlich gekrümmt und gezähnt. E. aenealis unterscheidet sich von den genannten Arten durch den orangen Vertex.

## Verbreitung
Evergestis mundalis ist in Europa in Spanien, im Südosten Frankreichs, in Italien und in Griechenland beheimatet. Im Osten reicht das Verbreitungsgebiet bis nach Armenien.

## Biologie
Die Präimaginalstadien sind unbekannt. Als Hauptnahrungspflanzen der Raupen werden Glatt-Brillenschötchen (Biscutella laevigata) und Erysimum nevadense vermutet. Die Falter fliegen in zwei Generationen von Anfang Mai bis Ende Juni und von Mitte Juli bis Anfang September. In einigen Regionen in Frankreich wurde beobachtet, dass entweder die erste oder die zweite Generation auch fehlen kann. Am Tag können die Falter leicht zwischen den Steinen an Berghängen aufgescheucht werden. Sie fliegen dann gemächlich einige Meter, bevor sie sich wieder setzen. Die Falter kommen auch ans Licht. Die Art kommt nur lokal vor und bevorzugt xerotherme Habitate mit nahegelegenen feuchteren Gebieten.

## Systematik
Aus der Literatur sind folgende Synonyme bekannt:
- Scopula mundalis Guenée, 1854
- Orobena submundalis Millière, 1882
- Evergestis permundalis Marion, 1960

Die in den französischen Departments Hérault und Lozère vorkommende Unterart E. m. permundalis unterscheidet sich in der Genitalarmatur der Männchen durch die gestreckteren und weniger gedrungenen Valven mit fingerartigen Spitzen. Bei den Weibchen ist das Colliculum zu einer nur schwach sklerotisierten Platte reduziert.